# Bertolonia formosa
Bertolonia formosa é uma espécie de planta do gênero Bertolonia e da família Melastomataceae.

## Taxonomia
A espécie foi descrita em 1956 por Alexander Curt Brade.

## Forma de vida
É uma espécie epífita, terrícola e herbácea.

## Descrição
Ervas de 10-40 centímetros de altura, terrícolas, epífitas ou hemiepífitas; indumento glanduloso-pontuado e também no caule e pecíolo esparsamente hirsuto, nas folhas, inflorescências e bractéolas setuloso e no hipanto e cálice densamente viloso.
Ela tem folhas opostas, planas a levemente onduladas na face adaxial; pecíolo tardiamente glabrescente; lâmina membranácea, elíptica ou ovada, raro oblonga, base cordado-lobada, às vezes, subcordada, ápice agudo, obtuso, arredondado, emarginado ou truncado-mucronado, margem serrada ou crenulada, ciliada; 5(-7) nervuras acródromas basais; domácias marsupiformes na face abaxial. Inflorescências em tirsoides, dicásios ou tríades de  cimeiras escorpioides.
Ela tem flores com hipanto carnoso, campanulado, 10-costado; cálice rígido-carnoso, lacínias unilobadas, oblongas ou obovadas, ápice arredondado, margem laciniada, costados na face abaxial; pétalas patentes, ovadas, base curto-unguiculada, ápice assimétrico, apiculado, papilosas; estames subiguais em tamanho, filetes papilosos para o ápice, anteras amarelas, oblongas ou oblongo-subuladas, onduladas, poro ventral, conectivo prolongado, apêndice agudo; ovário 3-locular, glabro, estilete com esparsos tricomas glandulares na base. Possui cápsulas com eixos placentários fimbriados; sementes rostradas.
| Caule               | Caule                         |
| ------------------- | ----------------------------- |
| aéreo               | ereto                         |
| indumento           | esparso/glanduloso/hirsuto    |
| Folha               |                               |
| filotaxia           | oposta                        |
| lâmina face adaxial | plana                         |
| indumento           | glanduloso/setuloso           |
| base                | cordada/cordado lobada        |
| margem              | crenulada/serreada/ciliada    |
| nervação            | basal                         |
| Inflorescência      |                               |
| ramo                | escorpioide/dicásio           |
| tipo                | cimeira escorpioide           |
| Flor                |                               |
| hipanto             | campanulado/glanduloso/viloso |
| cálice              | carnoso                       |
| sépala              | unilobado/vilosa/laciniada    |
| pétala              | patente/branca                |
| ovário              | trilocular                    |
| estilete            | glanduloso                    |
| Fruto               |                               |
| placenta            | fimbriada                     |
| tipo                | obtriquetra                   |
| Semente             |                               |
| rostro              | presente                      |

## Conservação
A espécie faz parte da Lista Vermelha das espécies ameaçadas do estado do Espírito Santo, no sudeste do Brasil. A lista foi publicada em 13 de junho de 2005 por intermédio do decreto estadual nº 1.499-R.

## Distribuição
A espécie é encontrada no estado brasileiro de Espírito Santo.
Em termos ecológicos, é encontrada no domínio fitogeográfico de Mata Atlântica, em regiões com vegetação de floresta ombrófila pluvial.